# Gymnosporia heyneana
Gymnosporia heyneana là một loài thực vật có hoa trong họ Dây gối. Loài này được (Roth) M.A.Lawson mô tả khoa học đầu tiên năm 1875.